# Omar Larrosa
Omar Larrosa (Lanús, 18 november 1947) is een voormalig Argentijnse voetballer.
Hij begon zijn carrière bij Boca Juniors. Omdat hij er niet veel aan spelen toe kwam ging hij in 1969 naar Argentinos Juniors. Hoewel het team niet zo'n goede resultaten boekte speelde Larrosa goed en kon hij terugkeren naar topclub Boca. Een jaar later won hij met Boca de Nacional titel, al speelde hij zelf niet de finale tegen Rosario Central. Het volgende seizoen ging hij naar Midden-Amerika om voor de Guatemalteekse club Comunicaciones te spelen. Tussen 1972 en 1976 speelde hij voor Huracán in de topperiode van de club, die de Metropolitano van 1973 won en tweede werd in 1975 en 1976. In 1977 verhuisde hij naar Independiente waar hij twee keer op rij de Nacional mee won. Na een kort verblijf bij Vélez Sarsfield beëindigde hij zijn carrière bij San Lorenzo. Echter was het geen afscheid in schoonheid, na een desastreus seizoen degradeerde de grote club voor de eerste en enige maal uit de hoogste klasse.
Hij speelde ook voor het nationale elftal en speelde zelfs de finale van het WK 1978 in eigen land. In de 65ste minuut verving hij Osvaldo Ardiles toen Argentinië 1-0 voor stond. Het werd nog 1-1, maar in de verlengingen beslechtte Argentinië de wedstrijd.
1 Alonso ·
2 Ardiles ·
3 Baley ·
4 Bertoni ·
5 Fillol ·
6 Gallego ·
7 L. Galván ·
8 R. Galván ·
9 Houseman ·
10 Kempes ·
11 Killer ·
12 Larrosa ·
13 La Volpe ·
14 Luque ·
15 Olguín ·
16 Ortiz ·
17 Oviedo ·
18 Pagnanini ·
19 Passarella  ·
20 Tarantini ·
21 Valencia ·
22 Villa ·
Coach: Menotti